# 吸血怪獣 チュパカブラ
『吸血怪獣 チュパカブラ』（原題：A Noite do Chupacabras）は、2011年のブラジルのホラー映画。

## あらすじ
ブラジル南部のとある村でシルヴァ家とカルヴァーリョ家は、抗争を繰り広げていた。ある日、シルヴァ家の家畜と父ペドロが謎の死を遂げ、シルヴァ家はカルヴァーリョ家の仕業だと復讐のためにカルヴァーリョ家に向かい、新たな抗争が行われる。そんな中、チュパカブラが両家の人間に襲いかかる。

## スタッフ
- 脚本・監督：ロドリゴ・アラガオ
- 製作：ヘルマン・ピドナー

## キャスト
- マリア・アリシア・シルヴァ：メイラ・アラルコン
- キカ・シルヴァ：キカ・オリヴェイラ
- ペドロ・シルヴァ：マークス・コンカ
- ドゥグラス・シルヴァ：ジョエル・カエターノ
- ヒカルド・シルヴァ：ヒカルド・アラウホ
- アルジール・シルヴァ：アルジール・バイヤン
- ジョルジ・シルヴァ：ジョルジマール・デ・オリヴェイラ
- アルビーノ：エドゥアルド・モラエス
- トルバラン：クリスティアン・ベラルディ
- オットー：アフォンソ・アブレウ
- マチルデ・カルヴァーリョ：ミレーナ・ザッケ
- イヴァン・カルヴァーリョ：ペッター・バイエストロフ
- アントニオ・カルヴァーリョ：フォンゾ・スクイッツォ
- レジナルド・カルヴァーリョ：レジナルド・セクンド
- アグナルド・カルヴァーリョ：フォカ・マガリャエス
- ラウル・カルヴァーリョ：ラウル・ロルサ
- ドナ・イタリア・カルヴァーリョ：マルガレス・ ガウヴァオン
- チュパカブラ：バルデラマ・ドス・サントス